# امامزاده مدرک
امامزاده مدرک مربوط به سده‌های متاخر دوران‌های تاریخی پس از اسلام - دوره قاجار است و در شهرستان سمنان، بخش مرکزی، دهستان حومه، روستای دلازیان، واقع در غرب روستا، فاصله ۲ کیلومتری از جاده اصلی واقع شده و این اثر در تاریخ ۱۸ اسفند ۱۳۸۷ با شمارهٔ ثبت ۲۵۱۰۱ به‌عنوان یکی از آثار ملی ایران به ثبت رسیده است.